# プロラミン
プロラミン(Prolamin)は、植物の貯蔵タンパク質である。コムギ、オオムギ、ライムギ、トウモロコシ、モロコシ、エンバク等の穀物の種子等に多く含まれる。グルタミン及びプロリンの含量が多いのが特徴で、水にはほとんど溶けない。強アルコール(70–80%)、軽い酸、アルカリの溶液に良く溶ける。コムギのグリアジン等、コムギ連のプロラミンやその関連タンパク質は、遺伝性の自己免疫疾患であるセリアック病の引き金になることが知られている。
トウモロコシやモロコシのプロラミンは、分子量によって、α、β、γ及びデルタの4つに分類される。α及びδ-プロラミンは、広範な系統発生グループであるグループ1に、残りはグループ2にまとめられる。グループ1は、2つの植物で広く重複している。コムギ連のプロラミン（グルテン）のデータベースが作られている。